# レガレイラ
レガレイラ（欧字名:Regaleira、2021年4月12日 - ）は、日本の競走馬。主な勝ち鞍は2023年のホープフルステークス、2024年の有馬記念。
馬名の意味は、ポルトガル中西部の都市シントラにある宮殿。

## 戦績

### 2歳（2023年）
7月9日、函館競馬場第5レースの2歳新馬戦（芝1800m）で、鞍上クリストフ・ルメールにてデビュー。道中6番手の位置から逃げ粘るセットアップを強烈な末脚で差し切り、単勝1.4倍の圧倒的1番人気にこたえデビュー戦を勝利で飾った。
続いて、10月21日にリステッド競走のアイビーステークスに出走。前走に引き続き、ここでも単勝1倍台の人気を集めた。レースは3番手で運んで直線で懸命の追い上げを見せたが、ダノンエアズロックに及ばず3着に敗れた。
次走は初の重賞・初のGI挑戦として12月28日に中山競馬場で行われるホープフルステークスに出走。スタートから後方2・3番手を追走すると、直線で外から抜群の切れ味を発揮して先に抜け出したシンエンペラーを差し切って優勝した。牝馬のホープフルステークス制覇は牡牝混合になった2000年以降では初めてとなった。また牝馬による牡牝混合2歳GI制覇は朝日杯フューチュリティステークスや牡牝混合時代の阪神3歳ステークスを含めてもグレード制導入前、1980年朝日杯の覇者テンモン以来43年ぶりとなった。また、種牡馬のスワーヴリチャード産駒ではGI競走初制覇となった。

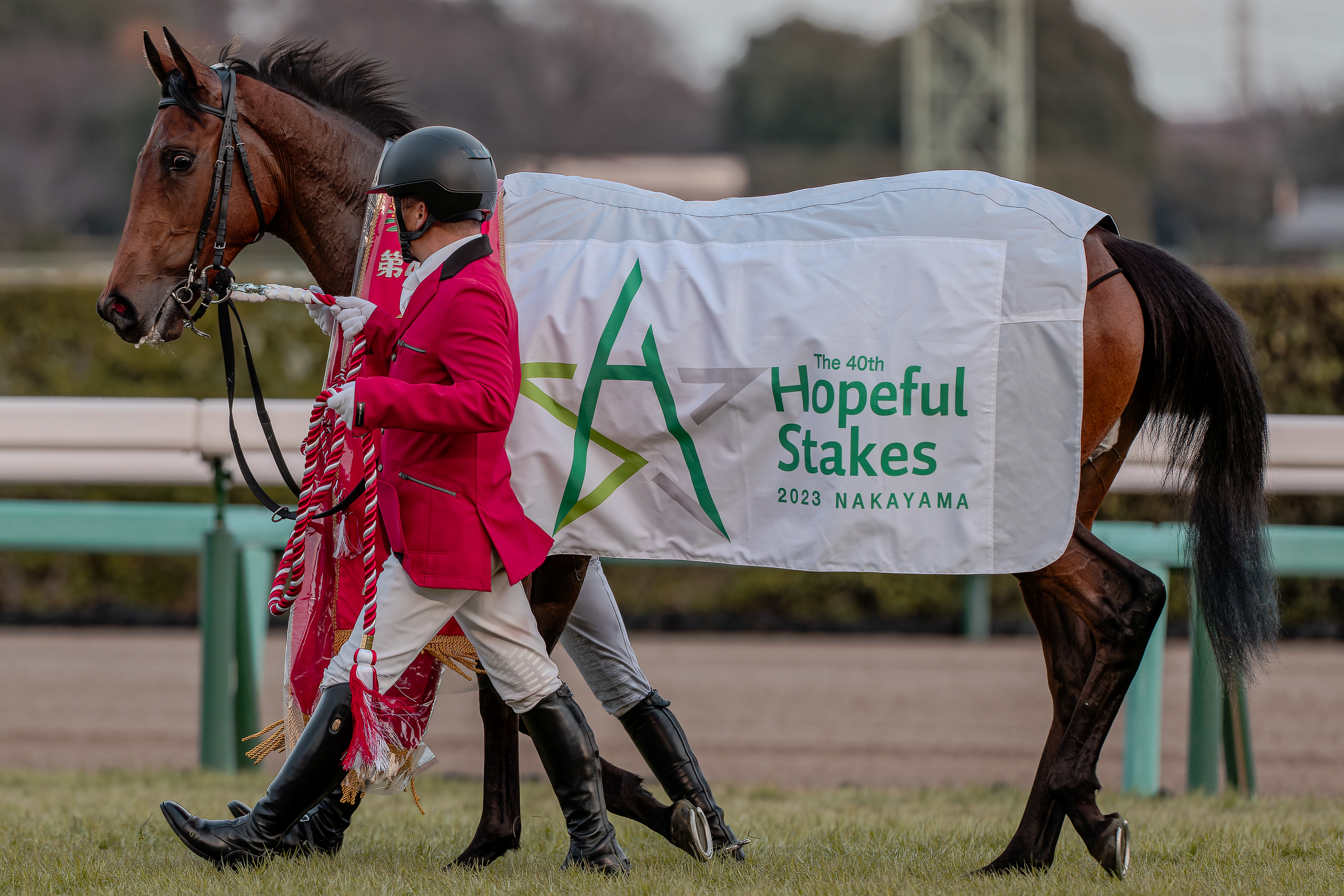
ホープフルS優勝時

### 3歳（2024年）
次走は皐月賞に直行した。牝馬が皐月賞を制覇すれば1948年のヒデヒカリ以来76年ぶり、史上3頭目となる。さらに、東京優駿の挑戦プランをサンデーレーシング代表の吉田俊介が明らかにした。吉田代表は「皐月賞直行ですが、ジョッキーは未定です。クラシックの1次登録から皐月賞、ダービーも登録させてもらっていた馬なので、長い距離での活躍を期待しています。皐月賞で牡馬に挑戦する以上、ダービーも選択肢に入ってくると思います」と話している。
76年ぶりの牝馬の制覇が期待されたが、皐月賞の結果は6着に終わり、その後、ノーザンファーム天栄に放牧に出した。次走について、サンデーサラブレッドクラブはホームページの中で「放牧後の感触をみて検討」と明らかにしていたが、5月26日に東京競馬場で行われる日本ダービーに出走することを、4月28日にサンデーサラブレッドクラブが明らかにした。なお、牝馬での皐月賞から日本ダービーへの転戦は、1984年にグレード制を導入して以降、初めてとなる。5月8日に馬主であるサンデーサラブレッドクラブがホームページで明らかにしたところによれば、レガレイラは5月10日に美浦トレーニングセンターに帰厩するといい、その予定通りに帰厩した。尚、皐月賞は主戦のルメールがドバイのレースでの落馬事故で肺に穴が開き（外傷性気胸）再来日出来なくなった為、北村宏司が代打で騎乗したが、この日本ダービーにはルメールとのコンビが復活となる。
5月10日に馬主のサンデーサラブレッドクラブが発表したところによれば、10月6日にパリ・ロンシャン競馬場で行われる凱旋門賞に登録したという。説明によれば、「ここまでのパフォーマンスや3歳牝馬の斤量が55キロと有利であることから、牡馬相手の日本ダービーでのレース内容によっては、凱旋門賞を目指す方針」だという。
しかし、2番人気で迎えた東京優駿ではスタートが遅かった上、2番枠のためポジションが取れず後方からの競馬となり、直線は大外から脚を伸ばしたが5着に終わる。レース後、ノーザンファーム天栄に放牧に出され、7月28日にサンデーサラブレッドクラブより凱旋門賞は見送り、秋初戦はローズステークスからと発表された。

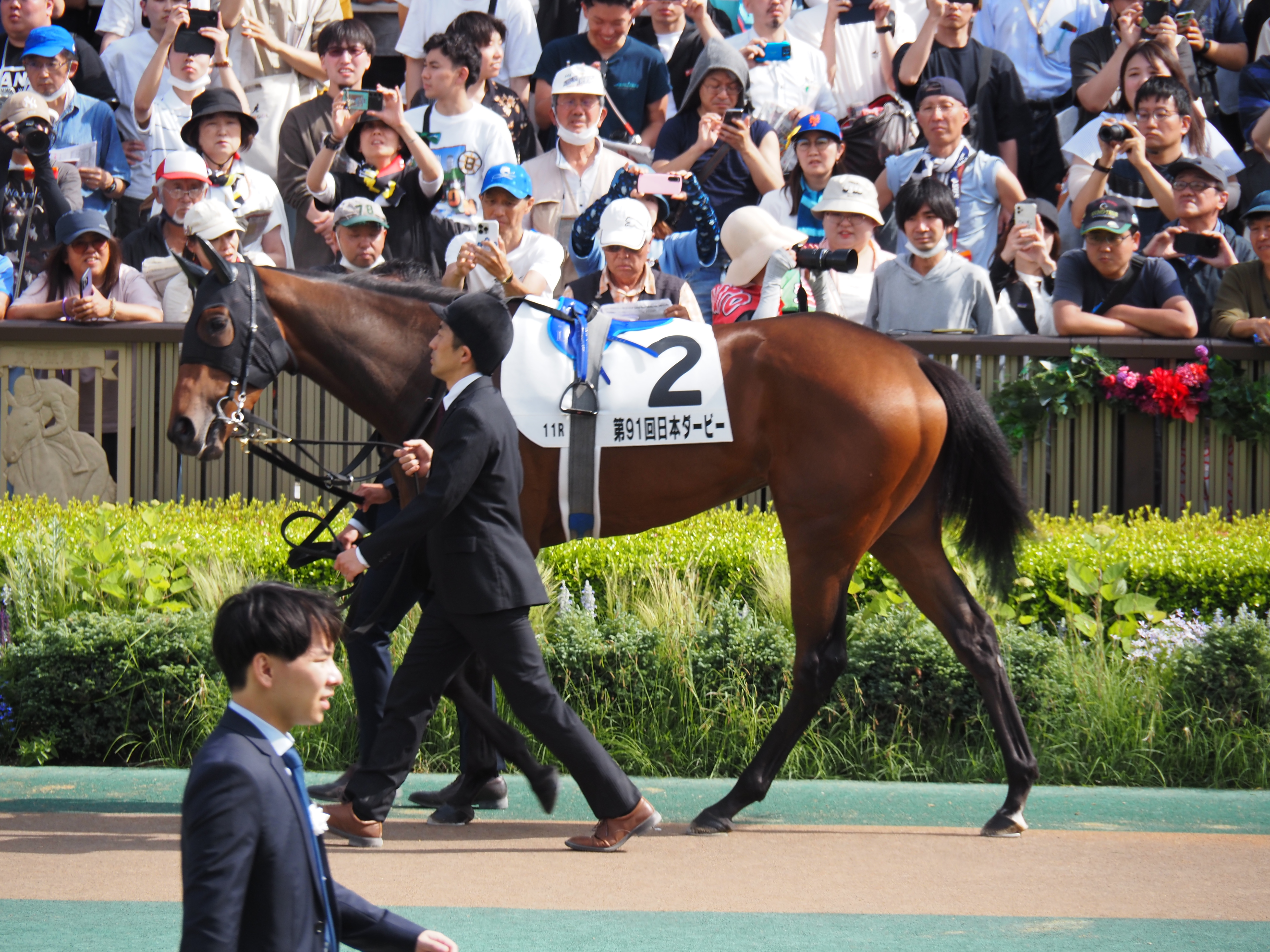
東京優駿出走時

9月15日、ローズステークスも単勝1.7倍と断然の1番人気だったが、大外枠でスタートが悪く最後方からのレース。上がり3Fは最速の33秒1で直線は大外から追い上げたが5着だった。同28日に秋華賞には参戦せず11月10日のエリザベス女王杯へ向かう事がサンデーサラブレッドクラブより発表された。
11月10日、予定通りエリザベス女王杯に出走。単勝1.9倍の圧倒的1番人気に支持されたが、直線でスペースがなくなり5着に敗れた。一方、鞍上のルメールは最後の直線コースで十分な間隔がないのに先行馬を追い抜いたことについて過怠金5万円が科せられた。（被害馬：シンティレーション・ハーパー）
12月22日、年内最終戦として有馬記念に出走。ルメールが菊花賞馬のアーバンシックへの騎乗を選択したため、戸崎圭太に乗り替わった。好位追走から勝負どころとなった2周目の3コーナーから4コーナーをスムーズに回り、直線でのシャフリヤールとの壮絶な叩き合いをハナ差で制し、ホープフルステークス以来となるGI優勝を飾った。このレースではグレード制導入前の1960年（昭和35年）スターロツチ以来、3歳（スターロツチは当時旧4歳）牝馬として64年ぶり（平成時代は3歳(旧4歳)牝馬での有馬記念優勝馬はいない）の制覇となった。
なお、レース後の25日に右前脚第1指骨剥離骨折が判明し、全治3カ月以上の診断が下った。JRAからの正式発表は12月26日に行われた。馬主であるサンデーサラブレッドクラブのホームページが明らかにしたところによれば、レース後に右前脚の球節部が腫れていたことから、X線検査を行ったところ、今回の剥離骨折が判明したという。
12月28日に美浦トレーニングセンターの診療所において、骨片摘出手術を行い、2ミリほどの骨片2つを除去して、無事に終了し術後の経過を見ながら、年明けにノーザンファーム天栄に放牧に出される。この経過は、同日に馬主のサンデーサラブレッドクラブが、ホームページの中で明らかにされている。

### 4歳（2025年）
1月27日に「2024年度JRA賞授賞式」の場で、サンデーレーシングの吉田俊介代表が「骨折は軽度でしたが、（骨片は）きれいに取れて、手術してよかったと思います。しばらくはしっかり休んで、現状まだどのレースとかは決まっていませんが、2、3か月で次の段階の調教に進めると考えています」と見通しを述べた。
4月17日にサンデーサラブレッドクラブがホームページで、10月5日に開催される凱旋門賞の登録をしたことを明らかにした。なお、この馬は、ノーザンファーム天栄で調整しており、1ハロンで14秒から15秒のキャンターを消化している。
5月8日に、馬主であるサンデーサラブレッドクラブが発表したところによれば、5月9日に美浦トレーニングセンターに帰厩して、今後は、6月15日に阪神競馬場で行われる宝塚記念での復帰を目指すという。骨折明けの宝塚記念でべラジオオペラに続きファン投票2位、2番人気で挑むも11着と大敗。6月27日、サンデーサラブレッドクラブは登録していた凱旋門賞へは向かわず、札幌記念かオールカマーに出走する予定と明かした。

## 競走成績
以下の内容は、JBISサーチおよびnetkeiba.comの情報に基づく。
| 競走日     | 競馬場 | 競走名           | 格  | 距離（馬場）  | 頭 数 | 枠 番 | 馬 番 | オッズ （人気） | 着順 | タイム （上り3F） | 着差 | 騎手        | 斤量 [kg] | 1着馬（2着馬）     | 馬体重 [kg] |
| ---------- | ------ | ---------------- | --- | ------------- | ----- | ----- | ----- | --------------- | ---- | ----------------- | ---- | ----------- | --------- | ------------------ | ----------- |
| 2023.07.09 | 函館   | 2歳新馬          |     | 芝1800m（良） | 9     | 6     | 6     | 001.40（1人）   | 01着 | R1:49.8（34.3）   | -0.2 | 0C.ルメール | 55        | （セットアップ）   | 452         |
| 0000.10.21 | 東京   | アイビーS        | L   | 芝1800m（良） | 6     | 3     | 3     | 001.50（1人）   | 03着 | R1:48.4（32.7）   | -0.2 | 0C.ルメール | 55        | ダノンエアズロック | 456         |
| 0000.12.28 | 中山   | ホープフルS      | GI  | 芝2000m（良） | 16    | 7     | 13    | 003.10（1人）   | 01着 | R2:00.2（35.0）   | -0.1 | 0C.ルメール | 55        | （シンエンペラー） | 454         |
| 2024.04.14 | 中山   | 皐月賞           | GI  | 芝2000m（良） | 17    | 5     | 10    | 003.70（1人）   | 06着 | R1:57.6（33.9）   | -0.5 | 0北村宏司   | 55        | ジャスティンミラノ | 456         |
| 0000.05.26 | 東京   | 東京優駿         | GI  | 芝2400m（良） | 17    | 1     | 2     | 004.50（2人）   | 05着 | R2:25.0（33.2）   | -0.7 | 0C.ルメール | 55        | ダノンデサイル     | 458         |
| 0000.09.15 | 中京   | ローズS          | GII | 芝2000m（稍） | 15    | 8     | 15    | 001.70（1人）   | 05着 | R2:00.3（33.1）   | -0.4 | 0C.ルメール | 55        | クイーンズウォーク | 468         |
| 0000.11.10 | 京都   | エリザベス女王杯 | GI  | 芝2200m（良） | 17    | 4     | 7     | 001.90（1人）   | 05着 | R2:11.6（34.1）   | -0.5 | 0C.ルメール | 54        | スタニングローズ   | 472         |
| 0000.12.22 | 中山   | 有馬記念         | GI  | 芝2500m（良） | 15    | 4     | 8     | 010.90（4人）   | 01着 | R2:31.8（34.9）   | -0.0 | 0戸崎圭太   | 54        | （シャフリヤール） | 468         |
| 2025.06.15 | 阪神   | 宝塚記念         | GI  | 芝2200m（稍） | 17    | 8     | 17    | 004.90（2人）   | 11着 | R2:12.6（37.0）   | -1.5 | 0戸崎圭太   | 56        | メイショウタバル   | 478         |

- タイム欄のRはレコード勝ちを示す
- 競走成績は2025年6月15日現在

## 血統表
| レガレイラの血統                | レガレイラの血統                   | レガレイラの血統                   | （血統表の出典）                   | （血統表の出典）    |
| 父系                            | サンデーサイレンス系（ヘイロー系） | サンデーサイレンス系（ヘイロー系） | サンデーサイレンス系（ヘイロー系） | [ § 2 ]             |
| 父 スワーヴリチャード 栗毛 2014 | 父の父ハーツクライ 鹿毛 2001       | *サンデーサイレンス                | Halo                               | Halo                |
| 父 スワーヴリチャード 栗毛 2014 | 父の父ハーツクライ 鹿毛 2001       | *サンデーサイレンス                | Wishing Well                       |                     |
| 父 スワーヴリチャード 栗毛 2014 | 父の父ハーツクライ 鹿毛 2001       | アイリッシュダンス                 | *トニービン                        | *トニービン         |
| 父 スワーヴリチャード 栗毛 2014 | 父の父ハーツクライ 鹿毛 2001       | アイリッシュダンス                 | *ビューパーダンス                  |                     |
| 父 スワーヴリチャード 栗毛 2014 | 父の母*ピラミマ 黒鹿毛 2005        | Unbridled's Song                   | Unbridled                          | Unbridled           |
| 父 スワーヴリチャード 栗毛 2014 | 父の母*ピラミマ 黒鹿毛 2005        | Unbridled's Song                   | Trolley Song                       |                     |
| 父 スワーヴリチャード 栗毛 2014 | 父の母*ピラミマ 黒鹿毛 2005        | *キャリアコレクション              | General Meeting                    | General Meeting     |
| 父 スワーヴリチャード 栗毛 2014 | 父の母*ピラミマ 黒鹿毛 2005        | *キャリアコレクション              | River of Stars                     |                     |
| 母 ロカ 鹿毛 2012               | 母の父*ハービンジャー 鹿毛 2006    | Dansili                            | *デインヒル                        | *デインヒル         |
| 母 ロカ 鹿毛 2012               | 母の父*ハービンジャー 鹿毛 2006    | Dansili                            | Hasili                             |                     |
| 母 ロカ 鹿毛 2012               | 母の父*ハービンジャー 鹿毛 2006    | Penang Pearl                       | Bering                             | Bering              |
| 母 ロカ 鹿毛 2012               | 母の父*ハービンジャー 鹿毛 2006    | Penang Pearl                       | Guapa                              |                     |
| 母 ロカ 鹿毛 2012               | 母の母ランズエッジ 鹿毛 2006       | ダンスインザダーク                 | *サンデーサイレンス                | *サンデーサイレンス |
| 母 ロカ 鹿毛 2012               | 母の母ランズエッジ 鹿毛 2006       | ダンスインザダーク                 | *ダンシングキイ                    |                     |
| 母 ロカ 鹿毛 2012               | 母の母ランズエッジ 鹿毛 2006       | *ウインドインハーヘア              | Alzao                              | Alzao               |
| 母 ロカ 鹿毛 2012               | 母の母ランズエッジ 鹿毛 2006       | *ウインドインハーヘア              | Burghclere                         |                     |
| 母系(F-No.)                     | (FN:2-f)                           | (FN:2-f)                           | (FN:2-f)                           | [ § 3 ]             |
| 5代内の近親交配                 | サンデーサイレンス 3×4 Lyphard 5×5 | サンデーサイレンス 3×4 Lyphard 5×5 | サンデーサイレンス 3×4 Lyphard 5×5 | [ § 4 ]             |
| 出典                            | 1. 2. 3. 4.                        | 1. 2. 3. 4.                        | 1. 2. 3. 4.                        | 1. 2. 3. 4.         |

- 半兄ドゥラドーレス（父ドゥラメンテ）は2025年小倉日経賞（OP）勝ち馬で、2022年菊花賞4着、2025年エプソムカップ2着の実績がある。
- 母ロカはJRA1勝、2015年のクイーンカップ3着の実績がある。
- 従兄弟に2024年の桜花賞馬ステレンボッシュ、菊花賞・セントライト記念勝ち馬のアーバンシックがいる。
- 祖母ランズエッジの半兄にブラックタイドとディープインパクトがいる。
- 3代母ウインドインハーヘアは1995年アラルポカル勝ち馬。
- 5代母ハイクレアは1974年仏オークス、英1000ギニー勝ち馬。